# Liste der Monuments historiques in Beaumont-du-Ventoux
Die Liste der Monuments historiques in Beaumont-du-Ventoux führt die Monuments historiques in der französischen Gemeinde Beaumont-du-Ventoux auf.

## Liste der Bauwerke
| Bezeichnung                    | Beschreibung | Standort                  | Kennzeichnung | Schutzstatus | Datum | Bild           |
| ------------------------------ | ------------ | ------------------------- | ------------- | ------------ | ----- | -------------- |
| Kapelle St-Sépulcre Innendekor |              | route des Valettes (Lage) | PA00081963    | Classé       | 2000  | weitere Bilder |

## Liste der Objekte
| Bezeichnung                                 | Beschreibung | Standort    | Kennzeichnung | Schutzstatus | Datum | Bild |
| ------------------------------------------- | ------------ | ----------- | ------------- | ------------ | ----- | ---- |
| Gemälde Heiliger Augustinus und Schutzengel | 18. Jh.      | Pfarrkirche | PM84001385    | Inscrit      | 2019  |      |